# 高橋頌
高橋 頌（たかはし しょう、1995年1月2日 - ）は、日本の男子バレーボール選手である。

## 来歴
埼玉県さいたま市出身。家族の影響で小学1年からバレーボールを始める。
春日部共栄高校卒業後、大東文化大学外国語学部英語学科に進学。在学中からチャレンジリーグの埼玉アザレアでプレーした。
2019年に海外挑戦のため埼玉アザレアを退団。ヨーロッパのクラブとの契約が決まっていたが白紙となったため、オファーのあったモンゴルのアルタインバルスで12月までプレーした。
2020年にレフスキ・ソフィアの練習生を経てポーランド2部リーグのLUKポリテクニカ・ルブリンに加入したが、新型コロナの影響でシーズン途中に中止となり帰国した。
2021年、セルビア・ベルギーのチームの練習生として過ごし、2022年1月にフィンランド1部リーグのペルンガン・ポジェットと契約。2018年の第67回黒鷲旗に豊田合成トレフェルサの選手として出場したフレドリック・グスタフソンとチームメイトとなった。3月3日には野瀬将平の所属するサヴォ・バレーとの対戦で日本人対決が実現したが、チーム事情で高校時代以来のアウトサイドヒッターとしての出場となった。個人としては、ベストレシーバーを獲得した。
2022年はポーランド2部のKSノルヴィド・チェンストホヴァと契約。チームはレギュラーシーズン2位でプレーオフに進出。決勝でMKSベンジンを下しリーグ優勝と1部リーグであるプルスリーガ昇格を果たした。
2023年、KSノルヴィド・チェンストホヴァとの契約を継続し古賀太一郎、柳田将洋、関田誠大、宮浦健人に続く5人目の日本人プルスリーガ選手となった。
2023-24シーズン終盤の負傷の影響で、2024年はチームに所属せずトレーニングに専念した。
2025年3月、ドイツ・ブンデスリーガ1部のSVGリューネブルクとの2025-26シーズンの契約が発表された。

## 人物
- 兄はビーチバレー選手の高橋巧[19][20]。
- 大学卒業後は病院で勤務していた[5]。

## 受賞歴
- 2014年 - 秋季関東大学男子2部リーグ ベストリベロ賞[2]
- 2016年 - 春季関東大学男子2部リーグ サーブレシーブ賞[3]
- 2019年 - モンゴルリーグ ベストリベロ
- 2022年 - フィンランドリーグ ベストレシーバー

## 所属チーム
- 春日部共栄高校
- 大東文化大学
- 埼玉アザレア（2014-2019年）
- アルタインバルス（2019年）
- LUKポリテクニカ・ルブリン（英語版）（2020年）
- ペルンガン・ポジェット（英語版）（2022年）
- KSノルヴィド・チェンストホヴァ（英語版）（2022-2024年）
- SVGリューネブルク（ドイツ語版）（2025年-）